# 11e régiment d'artillerie de marine
Pour les articles homonymes, voir Rama.
Le 11e régiment d'artillerie de marine (11e RAMa) est le régiment des appuis feux interarmées et de renseignement d'acquisition tactique de la 9e brigade d'infanterie de marine. Il est issu du 1er régiment d'artillerie coloniale (1er RAC) et du régiment d'artillerie coloniale du Levant (RACL).
Créé en 1919, il stationne au Levant jusqu'à sa dissolution en 1927 pour former le RACL. Dans les années 1930, le régiment est recréé en métropole à partir du 1er RAC. Il disparait dans la Bataille de France en juin 1940. Il est brièvement recréé de 1945 à 1946 à partir du RACL.
Recréé en 1951, il est d'abord un centre d'instruction des appelés pendant la Guerre d'Algérie. Il est professionnalisé en 1979 et participe depuis aux diverses opérations extérieures françaises.

## Création et différentes dénominations
- 1622 : création des Compagnies ordinaires de la mer par le cardinal de Richelieu, puis du corps royal de l’artillerie des colonies ;
- 1785 : création à Port-Louis dans le Morbihan du régiment de l’Orient ;
- septembre 1919 : création du 11e régiment d'artillerie coloniale mixte malgache ;
- décembre 1924 : il devient le 11e groupe autonome d'artillerie coloniale du Levant (11e GAACL) ;
- avril 1927 : le 11e GAACL devient le RACL
- 1929 : création du 11e régiment d’artillerie coloniale, dérivé du 1er RAC

- 1932 : il prend l’appellation 11e régiment d’artillerie coloniale lourde hippomobile

- juin 1940 : dissolution du régiment
- octobre 1945 : le 11e régiment d’artillerie coloniale est recréé à partir du régiment d’artillerie colonial de Levant (RACL) ;
- 15 février 1946 : dissolution.
- 1er avril 1951 : formation du 1er groupe du 11e régiment d’artillerie coloniale (I/11e RAC)
- 1958 : prend le nom de centre d’instruction du 11e régiment d’artillerie coloniale
- juin 1963[réf. nécessaire] : rebaptisé 11e régiment d’artillerie de marine.

## Historique

### Origines
Le 11e RAMa tire son origine des Compagnies ordinaires de la mer créées en 1622 par le cardinal de Richelieu, puis du corps royal de l’artillerie des colonies.
Le 11e RAMa est également issu du régiment de l'Orient, créé en 1785 à Port-Louis dans le Morbihan. Le 11e RAMa en a conservé la devise Alter Post Fulmina Terror, « L'autre terreur après la foudre », qui figure sur son insigne.

### Création du11erégimentd'artillerie coloniale
Le 11e régiment d'artillerie coloniale mixte malgache est créé le 1er septembre 1919. Il part au Levant groupe par groupe de 1920 à 1921. En novembre 1924, le régiment est réduit à un seul groupe autonome et prend le nom en décembre de 11e groupe autonome d'artillerie coloniale du Levant. Ce dernier devient en 1927 le régiment d'artillerie coloniale du Levant.

### De 1929 à 1940
Le 5 mai 1929, le 11e régiment d’artillerie coloniale est recréé à Lorient à partir 1er RAC. Implanté en terre bretonne, le 11e RAC est alors composé de cadres de retour de toutes les colonies et d’une majorité de bigors malgaches[réf. souhaitée].
En 1932[réf. souhaitée], il prend l’appellation de 11e régiment d’artillerie coloniale lourde hippomobile. Il est armé par des 155 mm longs modèle 1917 et des 105 mm longs modèle 1913, servis par des européens et des malgaches.
Rattaché à la 1re division d'infanterie coloniale, le régiment entame une montée en puissance qui l’amène au maximum de ses effectifs et de ses matériels à la mobilisation de septembre 1939. Il passe alors au Corps d'armée colonial (CAC).
Le CAC est en Lorraine en mai 1940 lors de l'offensive allemande. Il rejoint la IIe armée dans le secteur de l'Aisne. Le 11e RALCH soutient les troupes françaises, qui résistent aux Allemands jusqu'au 10 juin 1940 où la retraite est ordonnée. Il combat en Argonne le 14 juin mais il est dispersé par la 6e Panzerdivision le 18. Les rescapés du Ier groupe rejoignent Epinal tandis que le IVe groupe combat jusqu'au bout entre Grémifontaine et Bains-les-Bains.
Son dépôt d’artillerie cache l’emblème du régiment et participe aux combats pour la défense de la ville de Lorient. Plusieurs officiers et bigors y laissent la vie lors des combats des cinq chemins de Guidel en juin 1940[réf. souhaitée].

### Après-guerre
En octobre 1945, le 11e régiment d’artillerie coloniale est recréé à partir du régiment d’artillerie colonial de Levant (RACL), vétéran des campagnes d’Italie, du débarquement en Provence et de nombreux combats dans le couloir rhodanien et jusqu’en Allemagne. Il est stationné en Allemagne dans la région de Bad Kreuznach. Il est dissous le 15 février 1946[réf. souhaitée].
Le 1er avril 1951, le 1er RAC de Melun redonne naissance au 1er groupe du 11e régiment d’artillerie de Marine. À partir de 1955, ses efforts de formation portent surtout sur du personnel d’artillerie à destination de l’Afrique du nord et prend l’appellation de centre d’instruction du 11e régiment d’artillerie coloniale en 1958. Plusieurs milliers d’hommes sont formés dans ses rangs avant de rejoindre les unités engagées en Algérie principalement[réf. souhaitée]. En juin 1963[réf. nécessaire], le régiment est rebaptisé 11e régiment d’artillerie de Marine[réf. souhaitée].
Le 11e RAMa devient professionnel en 1978.

### Depuis la professionnalisation
- Elle ne cite pas suffisamment ses sources. Vous pouvez indiquer les passages à sourcer avec {{référence nécessaire}} ou {{Référence souhaitée}}, et inclure les références utiles en les liant aux notes de bas de page. (Marqué depuis septembre 2021)
- Elle contient une ou plusieurs listes. Le texte gagnerait à être rédigé sous la forme d’un ou plusieurs paragraphes synthétiques, afin d’être plus agréable à lire. (Marqué depuis septembre 2021)
- Son texte doit être wikifié : il ne correspond pas à la mise en forme Wikipédia (style, typographie, liens internes, liens entre les wikis, etc.). (Marqué depuis septembre 2021)

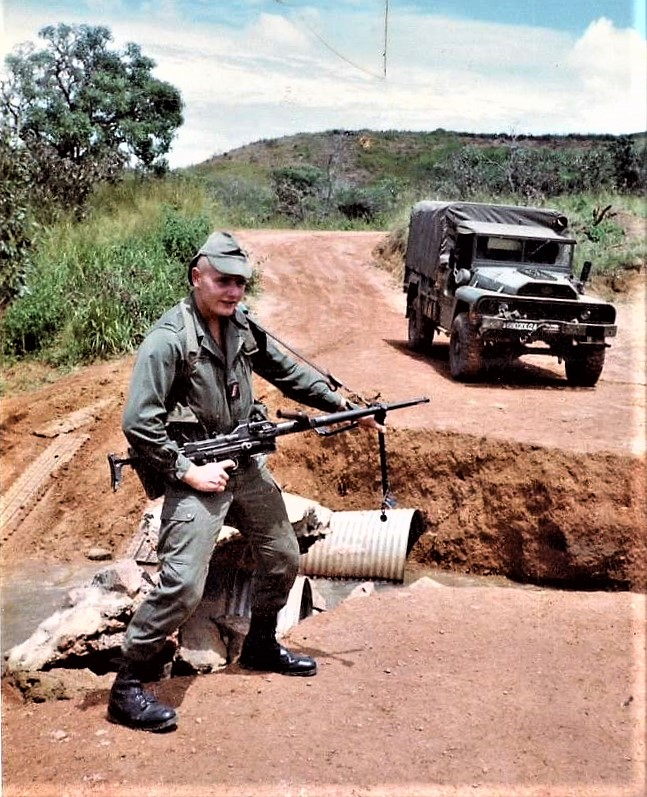
Un bigor du 11e armé d'une mitrailleuse AA52 en République centrafricaine en 1992.

Le régiment a participé depuis 1978 à la plupart des opérations extérieures de l'Armée française :
Opération Tacaud au Tchad de 1978 à 1980. Le 31 mai 1978 au nord d'Ati la 1re batterie du 11e RAMa appuie les troupes d'assaut françaises (1recompagnie du 3e RIMa, 3ecompagnie du 3e RIMa et 1er escadron du 1er REC) au 105HM2. Le 5 mars 1979 à Abéché, en appui de la même compagnie du 3eRIMa et du 1er escadron du RICM, la même batterie tire à l'horizontale au 105HM2.
Beyrouth de 1983 à 1984.
Opération Manta au Tchad de 1983 à 1984.
Guerre du Golfe en 1991 où le 2 février ses canons de 155 mm TRF1 effectue les premiers tirs de combat de la division Daguet et tire un total de 1 640 obus. Il est le seul régiment d'artillerie canon de la division, avec ses canons de 155 mm TRF1. Les 850 bigors appuient de leurs feux la progression de la division jusqu’à la conquête de la localité d’As Salman en Irak en février 1991.
Opération Restore Hope (Somalie) en 1993, une dizaine d'homme et sous-officier du régiment détachés au sein du SEA (service des essences des armées) participent à l'opération humanitaire.
- Balkans de 1993 à 2000.
- Opération Turquoise au Rwanda en 1994.
- Comores en 1995.
- Opération Almandin II en République centrafricaine en 1997
- Albanie en 1997.
- Côte d’Ivoire de 2002 à 2004.
- Afghanistan en 2003.
- Liban 2003.
- Kosovo 2005.
- Afghanistan en 2009 et 2011 où les Bigors du 11 auront tiré plus de 2 000 coups d'artillerie[réf. nécessaire]
- Mali 2013 : opérations Serval et Barkhane

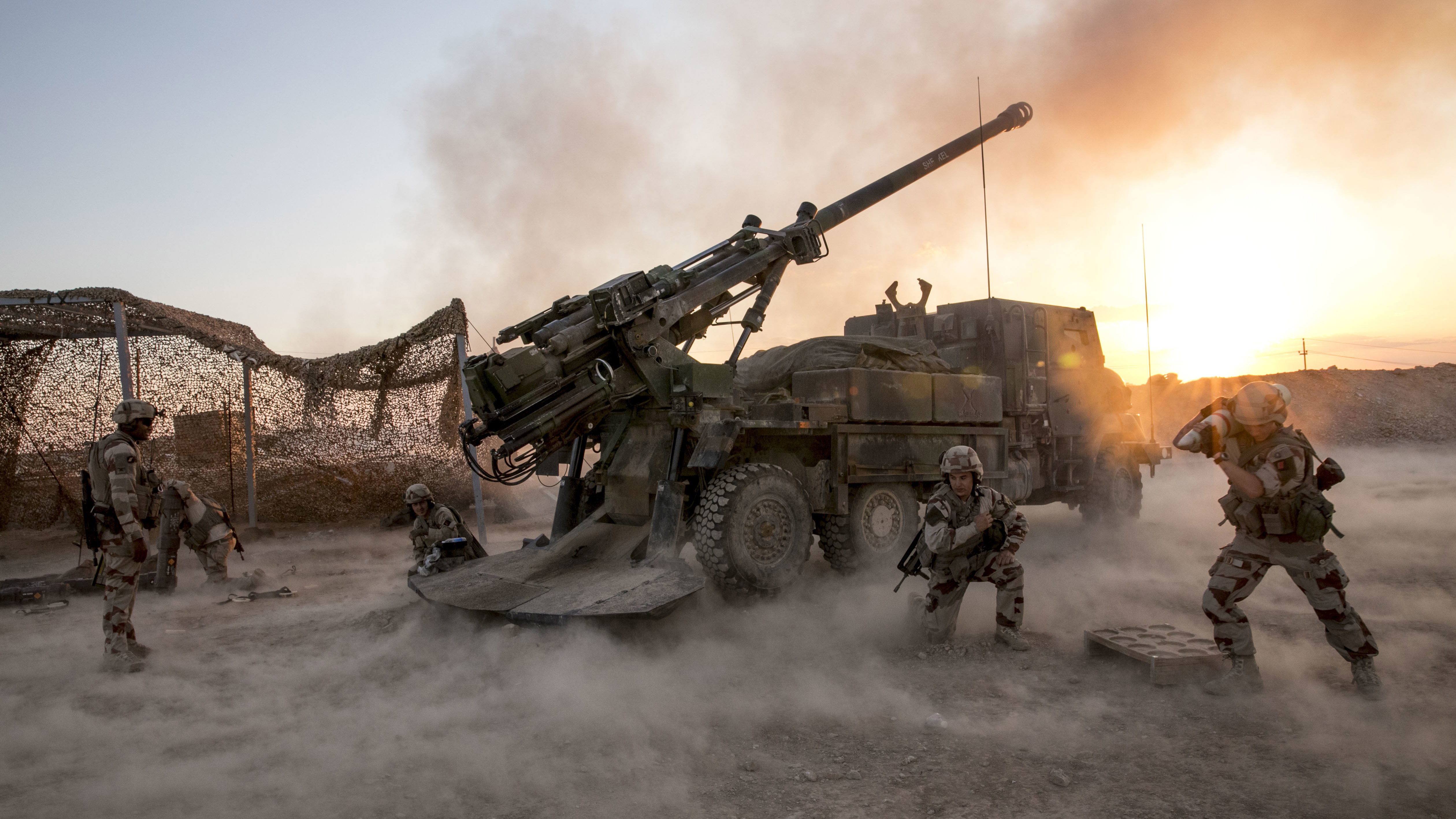
Canon Caesar du 11e RAMa (mais non servi par ce régiment) en action en Irak à Al-Qaïm en mai 2018.

- Irak 2017 : Task Force Wagram de l'Opération Chammal. Le régiment envoie 150 militaires. Ils soutiennent par leurs feux l'Armée irakienne dans la bataille de Mossoul[12],[13],[14] et tirent 5 000 obus[15].
- Opérations, missions de courte durée :
  - Côte d'Ivoire : une compagnie PROTERRE en double dotation mortier de 120 mm (octobre 2004 à janvier 2005).
  - Kosovo : Commandement du BatFra (bataillon français) 9, un EMT, 3 Proterres, une UCL (mai à septembre 2005).
  - Tchad : une section d'appui mortiers (juin à octobre 2005).
  - La Réunion : une compagnie PROTERRE au 2e RPIMa (juin à octobre 2005).
  - Intervention contre le chikungunya à La Réunion (février à mai 2006).
- Exercices : participation aux exercices SKREO et AKWABA de la 9e BLBMa. Manœuvres régimentaires d'artillerie dans les camps de Suippes et Canjuers.

## Le régiment aujourd'hui

### Composition
La polyvalence toujours affirmée du régiment lui permet, avec ou sans ses pièces d'artillerie, d'être présents à travers le monde en permanence. Quittant le quartier Duguesclin à Dinan, il rejoint La Lande d'Ouée à Saint-Aubin-du-Cormier en 1979.
Le 11e RAMa est le régiment organique de la 9e brigade d'infanterie de marine (de la 1re division) pour laquelle il est chargé de l'appui feu. Ses bigors cultivent leur polyvalence de « marsouins qui tirent au canon ». Prêts à être engagés en groupement de marche, ils sont entraînés aux techniques amphibies dès leur formation initiale.
Le 11e RAMa comprend 900 hommes et femmes et s'articule en 7 batteries :
- 1 batterie de commandement et de logistique (service médical, maintenance des matériels et logistique),
- 3 batteries d'artillerie sol-sol équipées de CAESAR de 155 mm,
- 1 batterie d'artillerie sol-air équipée de missiles mistral et de canon de 20 mm,
- 1 batterie d’acquisition et de surveillance,
- 2 batteries d'intervention de réserve destinée à renforcer, dès le temps de paix, les capacités opérationnelles du régiment. Elles participent notamment aux missions SENTINELLE qui protège le territoire national des attentats terroristes.

### Matériels
Il est équipé de canons Caesar et de mortiers de 120 mm en double dotation
Il est organisé selon le système d'arme ATLAS, intégrant[réf. souhaitée] :
- 16 mortiers MO 120 RT de 120 mm,
- 16 pièces d'artillerie Caesar,
- 56 VAB, en versions VOA (véhicule d'observation d'artillerie), VIT (véhicule d'implantation topographique), RATAC (radar de tir de l'artillerie de campagne), VAB équipés de canons de 20 mm)[réf. nécessaire], VTM (véhicule tracteur de mortiers).

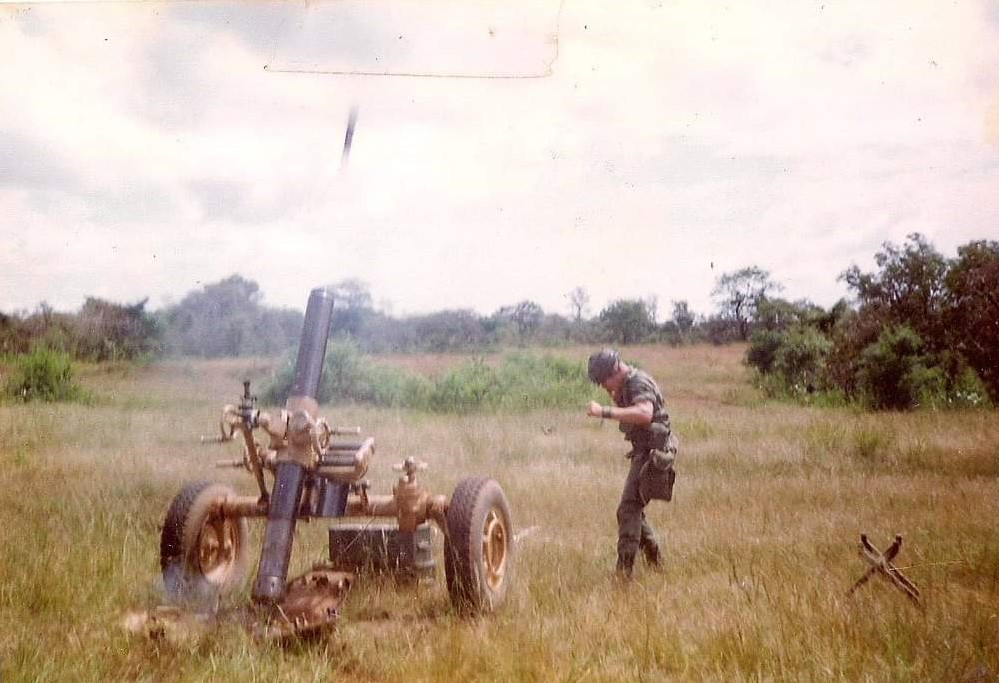
MO-120-RT du 11e RAMa en 1992.
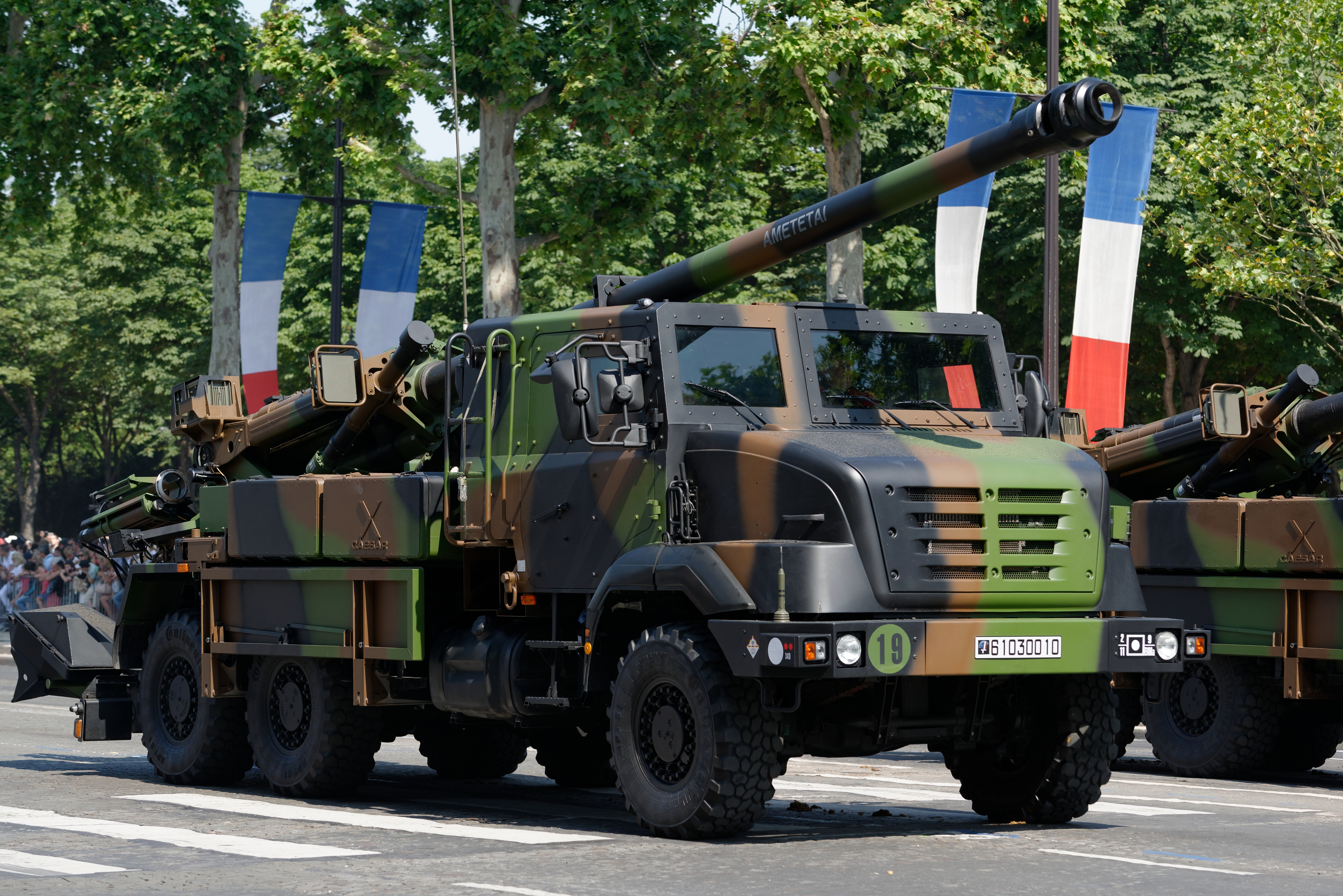
Caesar du 11e RAMa en 2013.
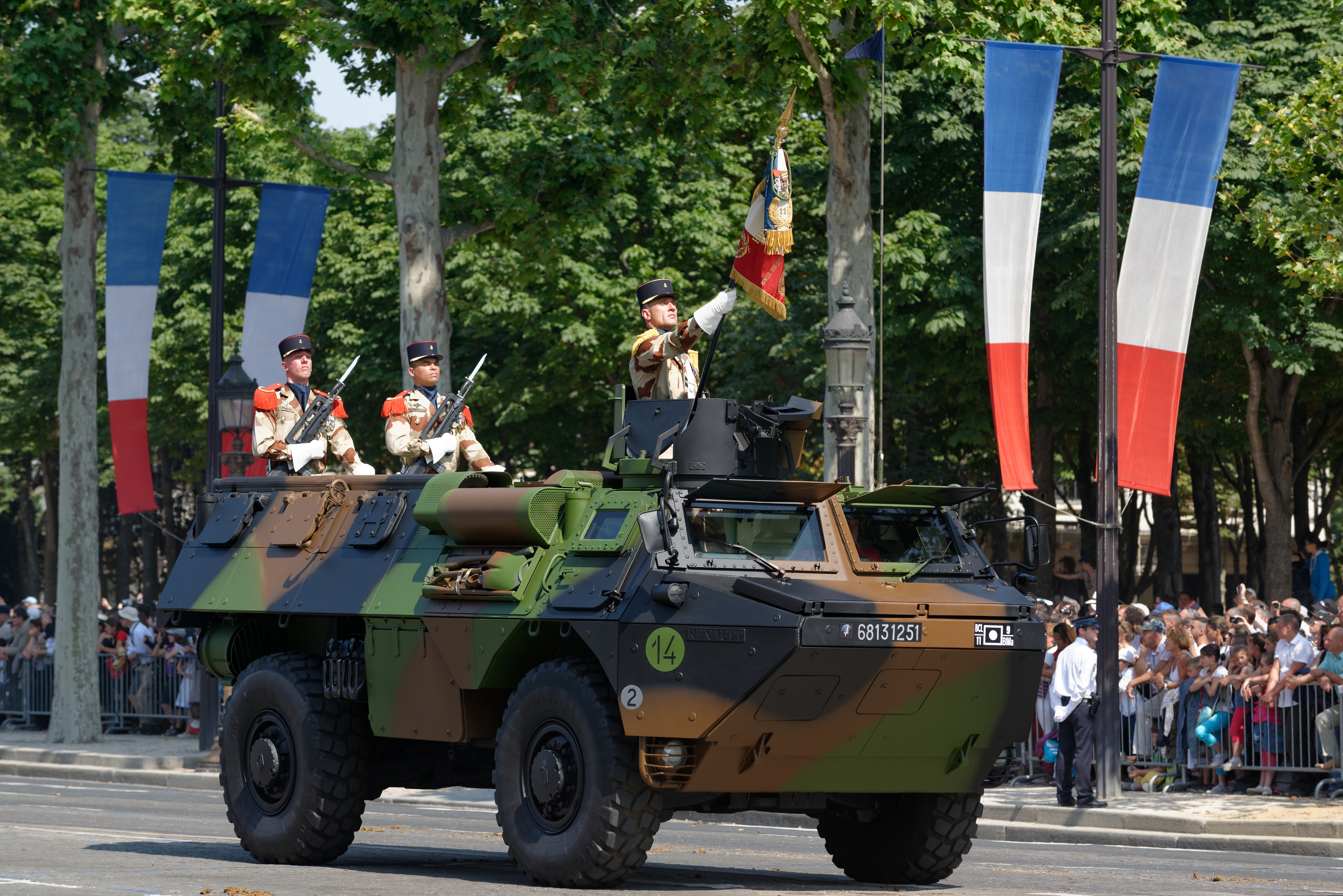
VAB du 11e RAMa en 2013.

## Inscriptions sur sonétendard

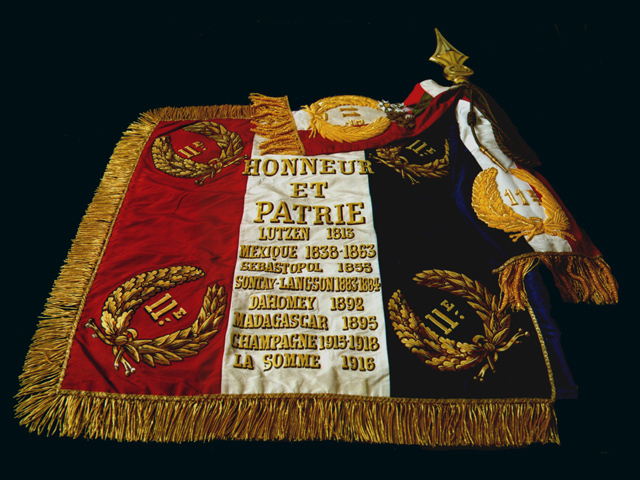
Étendard du 11e RAMa

Il porte, cousues en lettres d'or dans ses plis, les inscriptions suivantes :
- Lützen 1813
- Mexique 1838-1863
- Sébastopol 1855
- Sontay Lang Son 1883-1884
- Dahomey 1892
- Madagascar 1895
- Champagne 1915-1918
- La Somme 1916
- Koweït 1990-1991[17]

## Décorations
- Ordre national de la Légion d'honneur
- Croix de guerre 1914-1918 avec deux palmes
- Croix de la Valeur militaire avec palme
- Croix de la Valeur militaire avec étoile de bronze
- Croix de guerre des Théâtres d'opérations extérieurs, palme de bronze

Il est décoré de la Légion d'honneur le 20 mai 1910[pourquoi ?]. Il a été deux fois cité à l’ordre de l’armée en 1916 et 1918[pourquoi ?] et reçoit donc la Croix de guerre 1914-1918 avec 2 palmes. Ses personnels ont droit au port de la fourragère aux couleurs du ruban de la croix de guerre 14-18.
Deux de ses batteries ont été citées à l'ordre de l'armée en 1927 et une autre en 1978.
Pour son action en Irak en 1991, le régiment est cité à l’ordre de l’armée et reçoit la Croix de guerre des Théâtres d'opérations extérieurs avec palme.
Le 4 mai 2013 à Poitiers, l'étendard du 11e RAMa est décoré de la Croix de la Valeur militaire avec palme (citation à l'ordre de l'armée) pour l'engagement du régiment en Afghanistan.
Le 12 juin 2014, le 11e RAMa reçoit de nouveau la Croix de la Valeur militaire avec palme (citation à l'ordre de l'armée) pour sa participation à l'opération Serval au Mali.
Le 18 novembre 2017, le 11e RAMa reçoit la Croix de la Valeur militaire avec étoile de bronze (citation à l'ordre de la brigade) pour sa participation à l'opération Serval puis Barkhane au Mali.
Le 6 décembre 2024, le 11e RAMa est cité à l'ordre du régiment. Cette citation comporte l'attribution de la croix de la Valeur militaire avec étoile de bronze.

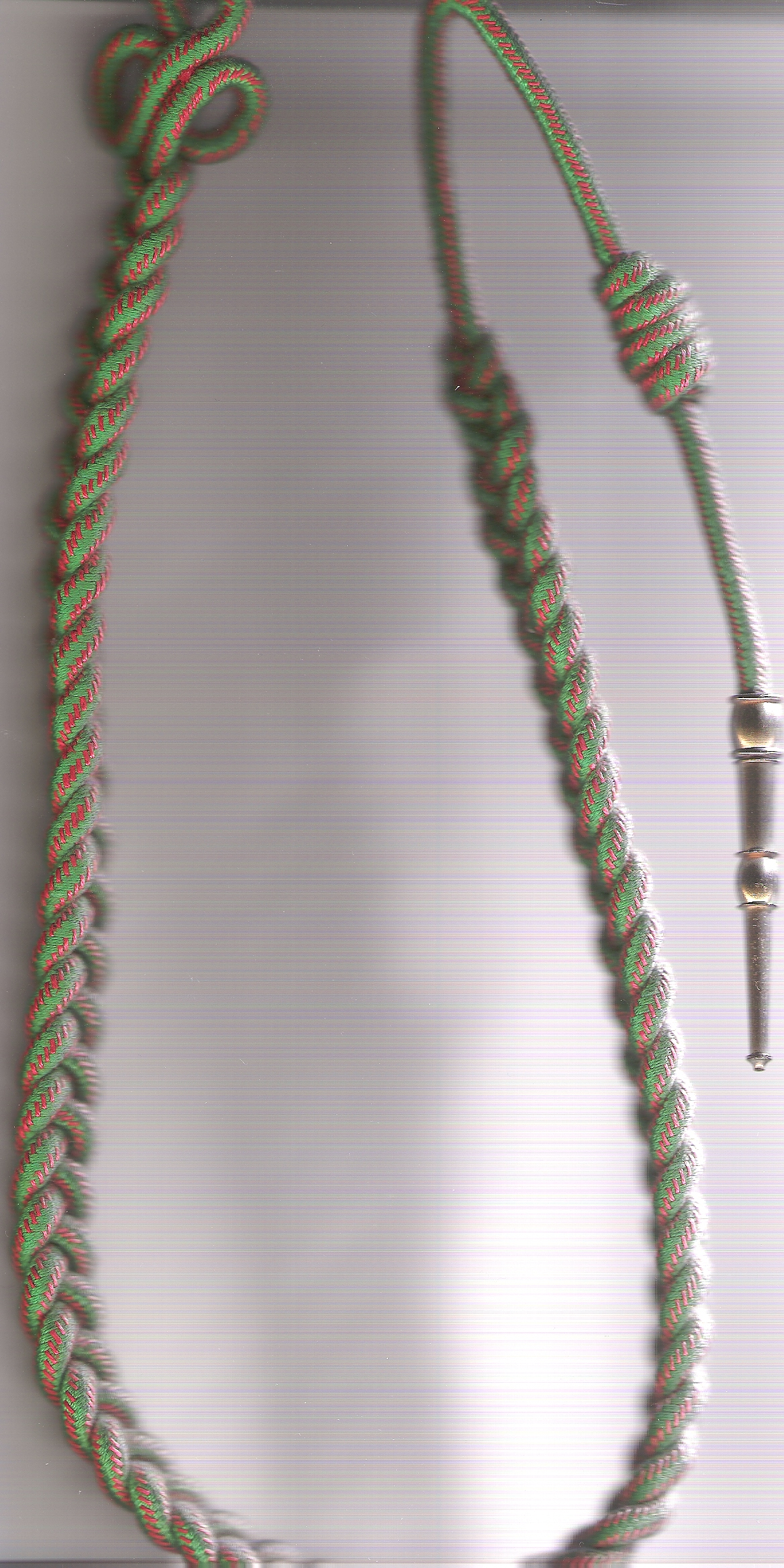
Aux couleurs du ruban de la croix de guerre 1914-1918.
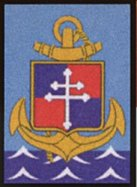
Bras droit, insigne de le 9e BLBMa.
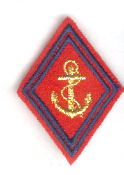
Insigne de bras gauche.

## Sources et bibliographie
- Historique du 11e Régiment d'Artillerie de Marine
- Jean-Jacques Marquet et Richard Villeminey, Insignes et historiques des formations de l'Artillerie Coloniale et de Marine, 2002.
- Christophe Lafaye, le 11e régiment d'artillerie de marine : l'autre terreur après la foudre, Editions Pierre de Taillac, 2020 (ISBN 978-2-36445-162-9 et 2-36445-162-0, OCLC 1255621623).